# Liste der Einträge im National Register of Historic Places im Lake County (Indiana)

Lage des Lake County in Indiana

Die Liste der Einträge im National Register of Historic Places im Lake County in Indiana führt alle Bauwerke und historischen Stätten im Lake County auf, die in das National Register of Historic Places aufgenommen wurden.

## Legende
| NRHP | Historic Place    |
| HD   | Historic District |

## Aktuelle Einträge
| [ 2 ] | Name                                                        | Bild                                                        | Eintragsdatum                                                     | Lage | Ort                    | Beschreibung                                                     |
| ----- | ----------------------------------------------------------- | ----------------------------------------------------------- | ----------------------------------------------------------------- | --- | ---------------------- | ---------------------------------------------------------------- |
| 1     | Walter Allman House                                         | Walter Allman House                                         | 2010 ID-Nr. 10001077                                              | 102 South East Street 41° 25′ 4″ N, 87° 21′ 43,5″ W | Crown Point            |                                                                  |
| 2     | American Sheet and Tin Mill Apartment Building              | American Sheet and Tin Mill Apartment Building              | 2009 ID-Nr. 09000427                                              | 633 West 4th Avenue 41° 36′ 13″ N, 87° 20′ 44″ W | Gary                   | Teil der MPS The Edison Concept Houses of Gary, Indiana          |
| 3     | Louis J. Bailey Branch Library-Gary International Institute | Louis J. Bailey Branch Library-Gary International Institute | 2004 ID-Nr. 04001102                                              | 1501 West Madison Street 41° 35′ 15″ N, 87° 20′ 28″ W | Gary                   |                                                                  |
| 4     | James Brannon House                                         | James Brannon House                                         | 2011 ID-Nr. 11000120                                              | 260 Burnham Street 41° 17′ 42″ N, 87° 24′ 53″ W | Lowell                 |                                                                  |
| 5     | Buckley Homestead                                           | Buckley Homestead                                           | 1984 ID-Nr. 84000503                                              | 3606 Belshaw Road, südöstlich von Lowell 41° 16′ 53″ N, 87° 22′ 43″ W | Cedar Creek Township   |                                                                  |
| 6     | Wellington A. Clark House                                   | Wellington A. Clark House                                   | 2001 ID-Nr. 01000619                                              | 227 South Court Street 41° 24′ 56,6″ N, 87° 21′ 57″ W | Crown Point            |                                                                  |
| 7     | Crown Point Courthouse Square Historic District             | Crown Point Courthouse Square Historic District             | 2004 ID-Nr. 05001464 and 07000210 04000203, 05001464 and 07000210 | Abgegrenzt durch Clark Street, Main Street, Hack Ct. und Court Street; erste Erweiterung um Robinson Street, East Street, Walnut Street und Court Street; zweite Erweiterung um 208 Main Street 41° 25′ 2,4″ N, 87° 21′ 55,6″ W | Crown Point            | Erste Erweiterung 2005, zweite Erweiterung 2007                  |
| 8     | Morse Dell Plain House and Garden                           | Morse Dell Plain House and Garden                           | 1998 ID-Nr. 98000298                                              | 7109 Knickerbocker Parkway 41° 35′ 3″ N, 87° 28′ 39″ W | Hammond                |                                                                  |
| 9     | Ralph Waldo Emerson School                                  | Ralph Waldo Emerson School                                  | 1995 ID-Nr. 95000702                                              | 716 East 7th Avenue 41° 35′ 57″ N, 87° 19′ 39″ W | Gary                   |                                                                  |
| 10    | First Unitarian Church of Hobart                            | First Unitarian Church of Hobart                            | 1999 ID-Nr. 99001112                                              | 497 Main Street 41° 31′ 48″ N, 87° 15′ 12″ W | Hobart                 |                                                                  |
| 11    | Forest-Ivanhoe Residential Historic District                | Forest-Ivanhoe Residential Historic District                | 2010 ID-Nr. 10000124                                              | Abgegrenzt durch 172nd Pl., Forest Avenue und den Little Calumet River 41° 34′ 51,4″ N, 87° 31′ 24,7″ W | Hammond                |                                                                  |
| 12    | Forest-Moraine Residential Historic District                | Forest-Moraine Residential Historic District                | 2010 ID-Nr. 10000777                                              | Abgegrenzt durch Wildwood Road, 165th Street, Hohman Avenue und State Line Avenue 41° 35′ 53″ N, 87° 31′ 24″ W | Hammond                | Teil der MPS Historic Residential Suburbs in the U.S., 1830-1960 |
| 13    | Forest-Southview Residential Historic District              | Forest-Southview Residential Historic District              | 2010 ID-Nr. 10000778                                              | Abgegrenzt durch 165th Street, Hohman Avenue, Locust Street und State Line Avenue 41° 35′ 37″ N, 87° 31′ 25″ W | Hammond                | Teil der MPS Historic Residential Suburbs in the U.S., 1830-1960 |
| 14    | Gary Bathing Beach Aquatorium                               | Gary Bathing Beach Aquatorium                               | 1994 ID-Nr. 94001354                                              | 1 Marquette Drive im Marquette Park 41° 37′ 11″ N, 87° 15′ 24″ W | Gary                   |                                                                  |
| 15    | Gary City Center Historic District                          | Gary City Center Historic District                          | 1994 ID-Nr. 94001352                                              | Broadway zwischen den Gleisen der Chicago, SouthShore and South Bend Railroad und der 9th Avenue 41° 36′ 1″ N, 87° 20′ 13″ W | Gary                   |                                                                  |
| 16    | Gary Land Company Building                                  | Gary Land Company Building                                  | 1979 ID-Nr. 79000021                                              | 4th Avenue und Massachusetts Street 41° 36′ 15″ N, 87° 20′ 9″ W | Gary                   |                                                                  |
| 17    | Gary Public Schools Memorial Auditorium                     | Gary Public Schools Memorial Auditorium                     | 1994 ID-Nr. 94001353                                              | 700-734 Massachusetts Street 41° 35′ 53″ N, 87° 20′ 10″ W | Gary                   |                                                                  |
| 18    | E.J. and E. Griffith Interlocking Tower                     | E.J. and E. Griffith Interlocking Tower                     | 2003 ID-Nr. 03000980                                              | 201 South Broad Street 41° 31′ 16″ N, 87° 25′ 39″ W | Griffith               |                                                                  |
| 19    | Griffith Grand Trunk Depot                                  | Griffith Grand Trunk Depot                                  | 2003 ID-Nr. 03000980                                              | 201 South Broad Street 41° 31′ 16″ N, 87° 25′ 39″ W | Griffith               |                                                                  |
| 20    | Melvin A. Halsted House                                     | Melvin A. Halsted House                                     | 1978 ID-Nr. 78000037                                              | 201 East Main Street 41° 17′ 36″ N, 87° 25′ 20,6″ W | Lowell                 |                                                                  |
| 21    | Hobart Carnegie Library                                     | Hobart Carnegie Library                                     | 1982 ID-Nr. 82000047                                              | 706 East 4th Street 41° 31′ 56″ N, 87° 15′ 49″ W | Hobart                 |                                                                  |
| 22    | Hohman Avenue Commercial Historic District                  | Hohman Avenue Commercial Historic District                  | 2011 ID-Nr. 11000118                                              | Rund drei Blocks der Hohman Avenue zwischen Clinton Street und Rimbach Street 41° 37′ 2″ N, 87° 31′ 19″ W | Hammond                |                                                                  |
| 23    | Hoosier Theater Building                                    | Hoosier Theater Building                                    | 1987 ID-Nr. 87000069                                              | 1329-1335 119th Street 41° 40′ 46″ N, 87° 29′ 47″ W | Whiting                |                                                                  |
| 24    | Ibach House                                                 | Ibach House                                                 | 2010 ID-Nr. 10001078                                              | 1908 Ridge Road 41° 33′ 26″ N, 87° 28′ 56″ W | Munster                |                                                                  |
| 25    | Indi-Illi Park Historic District                            | Indi-Illi Park Historic District                            | 2012 ID-Nr. 12000335                                              | Abgegrenzt durch Locust Street, 169th Street, Hohman Avenue und State Line Avenue 41° 35′ 24″ N, 87° 31′ 28″ W | Hammond                | Teil der MPS Historic Residential Suburbs in the U.S., 1830-1960 |
| 26    | Indiana Harbor Public Library                               | Indiana Harbor Public Library                               | 2005 ID-Nr. 05001014                                              | 3605 Grand Avenue 41° 38′ 51″ N, 87° 26′ 56″ W | East Chicago           |                                                                  |
| 27    | Jackson-Monroe Terraces Historic District                   | Jackson-Monroe Terraces Historic District                   | 2009 ID-Nr. 09000428                                              | 404-423 Jackson Street sowie 408-426 Monroe Street 41° 36′ 12″ N, 87° 20′ 39″ W | Gary                   | Teil der MPS The Edison Concept Houses of Gary, Indiana          |
| 28    | Kingsbury-Doak Farmhouse                                    | Kingsbury-Doak Farmhouse                                    | 2005 ID-Nr. 05001013                                              | 4411 East 153rd Avenue, westlich von Hebron 41° 20′ 20″ N, 87° 17′ 11″ W | Eagle Creek Township   |                                                                  |
| 29    | Knights of Columbus Building                                | Knights of Columbus Building                                | 1984 ID-Nr. 84001065                                              | 333 West 5th Avenue 41° 36′ 6″ N, 87° 20′ 30″ W | Gary                   |                                                                  |
| 30    | Lake County Courthouse                                      | Lake County Courthouse                                      | 1973 ID-Nr. 73000073                                              | Public Square 41° 25′ 2″ N, 87° 21′ 57″ W | Crown Point            |                                                                  |
| 31    | Lake County Sanatorium Nurses Home                          | Lake County Sanatorium Nurses Home                          | 2005 ID-Nr. 05000608                                              | 2323 North Main Street 41° 27′ 4″ N, 87° 21′ 55″ W | Crown Point            |                                                                  |
| 32    | Lake County Sheriff's House and Jail                        | Lake County Sheriff's House and Jail                        | 4. Jan. 1989 ID-Nr. 88003039                                      | 232 South Main Street 41° 24′ 56″ N, 87° 21′ 51″ W | Crown Point            |                                                                  |
| 33    | Lassen Hotel                                                | Lassen Hotel                                                | 1981 ID-Nr. 81000019                                              | 7808 West 138th Place 41° 22′ 6″ N, 87° 25′ 30″ W | Cedar Lake             |                                                                  |
| 34    | Lowell Commercial Historic District                         | Lowell Commercial Historic District                         | 2003 ID-Nr. 03000144                                              | 305-519 Commercial Avenue sowie 108-110 Clark Street 41° 17′ 30″ N, 87° 25′ 23″ W | Lowell                 |                                                                  |
| 35    | Albert Maack House                                          | Albert Maack House                                          | 2011 ID-Nr. 11000383                                              | 498 South Court Street 41° 24′ 34″ N, 87° 21′ 58″ W | Crown Point            |                                                                  |
| 36    | Marktown Historic District                                  | Marktown Historic District                                  | 1975 ID-Nr. 75000025                                              | Abgegrenzt durch Pine Street, Riley Street, Dickey Street und 129th Street 41° 39′ 31″ N, 87° 28′ 4″ W | East Chicago           |                                                                  |
| 37    | Joseph Ernest Meyer House                                   | Joseph Ernest Meyer House                                   | 1984 ID-Nr. 84001068                                              | 1370 Joliet Street 41° 29′ 26″ N, 87° 29′ 48″ W | Dyer                   |                                                                  |
| 38    | Miller Town Hall                                            | Miller Town Hall                                            | 1978 ID-Nr. 78000038                                              | Kreuzung von Miller Avenue, Old Hobart Road und Grand Boulevard 41° 36′ 2″ N, 87° 15′ 41″ W | Gary                   |                                                                  |
| 39    | Monon Park Dancing Pavillion                                | Monon Park Dancing Pavillion                                | 2001 ID-Nr. 00001540                                              | 13701 Lauerman Street 41° 22′ 7″ N, 87° 26′ 22″ W | Cedar Lake             |                                                                  |
| 40    | Monroe Terrace Historic District                            | Monroe Terrace Historic District                            | 2009 ID-Nr. 09000429                                              | 304-318 Monroe St. 41° 36′ 19″ N, 87° 20′ 37″ W | Gary                   | Teil der MPS The Edison Concept Houses of Gary, Indiana          |
| 41    | Morgan-Skinner-Boyd Homestead                               | Morgan-Skinner-Boyd Homestead                               | 2010 ID-Nr. 10001079                                              | 111 East 73rd Avenue 41° 29′ 8″ N, 87° 20′ 2″ W | Merrillville (Indiana) |                                                                  |
| 42    | Morningside Historic District                               | Morningside Historic District                               | 2009 ID-Nr. 09000758                                              | Abgegrenzt durch Washington Street, Jefferson Street, 47th Street und 48th Street 41° 31′ 55,6″ N, 87° 20′ 19″ W | Gary                   |                                                                  |
| 43    | Charles E. Nichols House                                    | Charles E. Nichols House                                    | 2010 ID-Nr. 10000375                                              | 231 West Commercial Avenue 41° 17′ 23″ N, 87° 25′ 38,8″ W | Lowell                 |                                                                  |
| 44    | Northern States Life Insurance Company                      | Northern States Life Insurance Company                      | 2010 ID-Nr. 10000376                                              | 5935 Hohman Avenue 41° 36′ 20″ N, 87° 31′ 18″ W | Hammond                |                                                                  |
| 45    | Pennsylvania Railroad Station                               | Pennsylvania Railroad Station                               | 1984 ID-Nr. 84001070                                              | 1001 Lillian Street 41° 32′ 3″ N, 87° 14′ 49″ W | Hobart                 |                                                                  |
| 46    | Polk Street Concrete Cottage Historic District              | Polk Street Concrete Cottage Historic District              | 2011 ID-Nr. 11000657                                              | 604-614 Polk Street 41° 35′ 59″ N, 87° 21′ 0″ W | Gary                   | Teil der MPS The Edison Concept Houses of Gary, Indiana          |
| 47    | Polk Street Terraces Historic District                      | Polk Street Terraces Historic District                      | 2009 ID-Nr. 09000430                                              | 404-422 und 437-455 Polk Street 41° 36′ 13″ N, 87° 20′ 59″ W | Gary                   |                                                                  |
| 48    | Pullman-Standard Historic District                          | Pullman-Standard Historic District                          | 2012 ID-Nr. 12000186                                              | Abgegrenzt durch Columbia Avenue, Field Street, Porter Street und Willard Road 41° 36′ 16,7″ N, 87° 29′ 53,3″ W | Hammond                | Teil der MPS Historic Residential Suburbs in the U.S., 1830-1960 |
| 49    | John Ross Farm                                              | John Ross Farm                                              | 1996 ID-Nr. 96000283                                              | 3815 East US 231, nordwestlich von Leroy 41° 22′ 14″ N, 87° 17′ 21″ W | Winfield Township      |                                                                  |
| 50    | J. Claude Rumsey House                                      | J. Claude Rumsey House                                      | 2008 ID-Nr. 08001211                                              | 709 Michigan Avenue 41° 17′ 44″ N, 87° 25′ 0″ W | Lowell                 |                                                                  |
| 51    | Southmoor Apartment Hotel                                   | Southmoor Apartment Hotel                                   | 2011 ID-Nr. 11000125                                              | 5946 Hohman Avenue 41° 36′ 19″ N, 87° 31′ 20″ W | Hammond                |                                                                  |
| 52    | Stallbohm Barn-Kaske House                                  | Stallbohm Barn-Kaske House                                  | 1998 ID-Nr. 98000303                                              | 1154 Ridge Road 41° 33′ 32″ N, 87° 30′ 0″ W | Munster                |                                                                  |
| 53    | State Bank of Hammond Building                              | State Bank of Hammond Building                              | 1984 ID-Nr. 84001072                                              | 5444-5446 Calumet Avenue 41° 36′ 51,3″ N, 87° 30′ 33″ W | Hammond                |                                                                  |
| 54    | State Street Commercial Historic District                   | State Street Commercial Historic District                   | 1999 ID-Nr. 99001157                                              | State Street zwischen Sohl Street und Bulletin Avenue 41° 37′ 7″ N, 87° 31′ 0″ W | Hammond                |                                                                  |
| 55    | Van Buren Terrace Historic District                         | Van Buren Terrace Historic District                         | 2007 ID-Nr. 07000565                                              | 336-354 Van Buren Street 41° 36′ 17″ N, 87° 20′ 47″ W | Gary                   |                                                                  |
| 56    | West Fifth Avenue Apartments Historic District              | West Fifth Avenue Apartments Historic District              | 1984 ID-Nr. 84001076                                              | 5th Avenue zwischen Taft Street und Pierce Street 41° 36′ 6″ N, 87° 21′ 29″ W | Gary                   |                                                                  |
| 57    | William Whitaker Landscape and House                        | William Whitaker Landscape and House                        | 1999 ID-Nr. 99001107                                              | 472 South Main Street 41° 24′ 37″ N, 87° 21′ 50″ W | Crown Point            |                                                                  |
| 58    | Whiting Memorial Community House                            | Whiting Memorial Community House                            | 1980 ID-Nr. 80000044                                              | 1938 Clark Street 41° 40′ 41″ N, 87° 29′ 47″ W | Whiting                |                                                                  |
| 59    | George John Wolf House                                      | George John Wolf House                                      | 2007 ID-Nr. 07000563                                              | 7220 Forest Avenue 41° 34′ 57″ N, 87° 31′ 27″ W | Hammond                |                                                                  |
| 60    | John Wood Old Mill                                          | John Wood Old Mill                                          | 1975 ID-Nr. 75000026                                              | Östlich von Merrillville an der IN 330 41° 28′ 35″ N, 87° 13′ 18″ W | Merrillville           |                                                                  |

## Frühere Einträge
| [ 2 ] | Name                          | Bild                | Eintragsdatum        | Lage                                                   | Ort  | Beschreibung |
| ----- | ----------------------------- | ------------------- | -------------------- | ------------------------------------------------------ | ---- | --- |
| 1     | John Stewart Settlement House |                     | 1992 ID-Nr. 78000039 | 1501 Massachusetts Street 41° 25′ 53″ N, 87° 19′ 59″ W | Gary | |
| 2     | Wilbur Wynant House           | Wilbur Wynant House | 2002 ID-Nr. 02001168 | 600 Fillmore Street 41° 36′ 0″ N, 87° 21′ 5″ W         | Gary | Haus, von dem 1995 bekannt wurde, dass es nach einem Entwurf des Architekten Frank Lloyd Wright errichtet worden war und 2002 in das NRHP aufgenommen wurde; brannte im Jahr 2006 zum größten Teil nieder und wurde 2006 endgültig aus dem Register gestrichen |